# 게르트 비니히
게르트 비니히(독일어: Gerd Binnig, 1947년 7월 20일 ~ )는 독일의 물리학자이다. 비니히는 주사 터널링 현미경의 발견으로 1986년 노벨 물리학상을 수상하였다.

## 사생활
비니히는 프랑크푸르트에서 태어났으며 폐허에서 뛰어노는 것으로 어린 시절을 보냈다. 그의 가족들은 프랑크푸르트와 오펜바흐 두 도시에 번갈아가며 살았으며, 비니히도 두 도시의 학교를 모두 다녔다. 10살이 되었을 때 그는 물리학자가 되기로 결심했으나 곧 그것이 좋은 선택인지 생각하였다. 그는 밴드를 하면서 음악에 집중하였다. 또한 15살이 되던 해부터 교내 오케스트라에서 바이올린을 연주하기 시작했다.
비니히는 프랑크푸르트 대학교에서 물리학을 공부했으며1973년 학사 학위를 받았다. 그리고 에카르트 허니히의 지원을 받으면서 베르너 마르틴슨 그룹에 박사 학위를 받을 때까지 남았다.
1969년 그는 심리학자 로허 바클러와 결혼했으며 스위스에서 딸을 낳았으며 미국 캘리포니아에서 아들을 낳았다. 그의 취미는 독서와 수영, 골프이다.

## 연구
1978년 IBM으로부터 스위스 취리히에 있는 연구소로 오라는 제의를 받아들였다. 그는 여기서 하인리히 로러와 크리스토프 게르버, 에드문드 베이벨과 같이 일했다. 그들은 원자 수준에서 표면을 영상화하는 장치인 주사 터널링 현미경(STM)을 발명했다.
노벨상 위원회는 과학계에서 STM의 발명의 "영향을 완전히 새로운 분야인 물질의 구조를 연구를 가능하게 했다."라고 서술했다. STM의 물리적 원리는 IBM 팀이 개발하기 전부터 알려져 왔으나 비니히와 그의 동료들은 처음으로 이를 실행하는 것과 관련된 중요한 실험적 도전을 풀었다.
이 발견으로 IBM 취리히 팀은 많은 상을 받았다.(독일 물리학상, 오토 클룽상, 휴렛 팩커드상, 파이살 국왕상) 1986년 비니히와 로러는 노벨상을 STM의 발명으로 노벨 물리학상을 공동 수상했다. 이 해의 다른 수상자는 에른스트 루스카였다.
비니히와 게르버, 캘빈 콰트는 원자간력 현미경 개발을 시작했다.
1987년 비니히는 IBM 선임 연구원에 임명되었다.
1994년 비니히 교수는 2000년 상업 기업으로 바뀐 데피니언스(Definiens)를 설립하였다. 현재 전세계의 기업과 장비들은 사진의 가치를 최대화하기 위해 데피니언스의 기술을 사용함으로써 더 좋은 결정을 내릴 수 있게 되었다. 데피니언스는 현재 생명과학과 지구과학에 초점을 맞추고 있다. 생명과학에서 데피니언스의 기술은 약의 발견과 발명, 진단 과정을 가속화하기 위해 사용되고 있다. 지구과학에서 데피니언스의 기술은 위성과 안테나 사진 판독 및 분석을 더 빠르고 더 정확하고 더 통찰력이 있을 수 있게 하고 있다.
취리히 뤼슐리콘에 있는 IBM 소유의 연구 시설인 비니히-로러 나노기술 센터는 비니히와 로러의 이름을 딴 것이다.